# Štifilić
Filić ili Štifilić (talijanski: San Felice del Molise) je mjesto u moliškoj pokrajini Campobasso. Filić je jedan od tri mjesta u kojem živi zajednica moliških Hrvata. Druga dva mjesta su Kruč (Acquaviva Collecroce) i Mundimitar (Montemitro).
Talijanski naziv ovog sela bio je San Felice Slavo, ali je promijenjen u San Felice del Littorio za vrijeme fašističkog režima. Trenutni službeni naziv San Felice del Molise dobio je nakon oslobođenja.

## Stanovništvo
Razvoj stanovništva

## Vanjske poveznice
(tal.) Stranica Filića